# Фугли
Фугли (укр. Фуглі) — село,
Черкащанский сельский совет,
Миргородский район,
Полтавская область,
Украина.
Код КОАТУУ — 5323288910. Население по переписи 2001 года составляло 0 человек.
Село указано на специальной карте Западной части России Шуберта 1826-1840 годов как хутор Хугли      

## Географическое положение
Село Фугли примыкает к селу Запорожцы. 
По селу протекает пересыхающий ручей с запрудой.